# NGC 2408
NGC 2408 је група звезда у сазвежђу Жирафа која се налази на NGC листи објеката дубоког неба.
Деклинација објекта је + 71° 40' 0" а ректасцензија 7h 40m 30,0s. Привидна величина (магнитуда) објекта NGC 2408 износи 13,8.